# Australia Party
Die Australia Party (AP) war eine in den 1960er/70er Jahren existierende australische Kleinpartei. Die Mitglieder der Australia Party setzten sich gegen die Beteiligung am Vietnamkrieg ihres Landes und die Politik zur Wehrpflicht der Liberalen ein. Hauptfigur bei der Parteigründung war der australische Geschäftsmann und politische Aktivist Gordon Barton. 

## Geschichte
Die Australia Party entstand aus der Liberal Reform Group, einer Gruppierung, welche sich von der renommierten Liberal Party of Australia losgesagt hatte. Bei ihrer Namensgebung im Jahr 1969 zog die Partei auch enttäuschte Mitglieder der Australian Labor Party an. Sowohl an Staats- als auch Bundeswahlen nahm die AP teil. Ihre besten Wahlergebnisse konnte die Australia Party im Jahr 1972 erzielen auf dem Höhepunkt des Vietnamkriegs, ohne jedoch irgendeinen Sitz zu gewinnen. Bei den Wahlen 1974 und 1975 konnten die Anfangserfolge nicht bestätigt werden und der Trend verlief negativ. Die meisten Anhänger zogen daher im Hinblick auf die Bundeswahlen 1977 einen Wechsel zu den vom liberalen Minister Don Chipp gegründeten Australian Democrats vor. Anschließend löste sich die Australia Party auf.

## Anmerkung
Die Australia Party steht in keinerlei Verbindung zu der im Jahr 1930 vom Ex-Premierminister Billy Hughes gegründeten Australian Party.